# Happy the man (Genesis)
Happy the man is een single van Genesis. Het werd uitgebracht door Charisma Records, in Italië door Polydor/Philips Records. Een hit werd het nergens.
De single verscheen in mei 1972 op de Britse markt als voorloper van het album Nursery Cryme. Het is echter niet afkomstig van die elpee, noch van de voorganger Trespass. Er vond tussen de twee albums een personeelswisseling plaats. Wanneer het nummer is opgenomen is niet geheel duidelijk. Het kan zowel tijdens de sessies van Trespass (met John Mayhew en Anthony Phillips) als die van Nursery Cryme (met Phil Collins en Steve Hackett) zijn geweest. Aan de hand van de schrijvers is het niet te achterhalen (beide albums vermelden als schrijvers van de liedjes Genesis) en ook het hoesje laat niets los. De vorige single The knife liet ook al Hackett en Collins zien, terwijl die nog niet meespeelden. Genesis archive 1967-75 gaf de oplossing door het nummer op te nemen op disc 3 gewijd aan de periode met Collins en Hackett. Happy the man gaat over de eenvoudige mens, die, overal blij mee, zorgeloos door het leven gaat. De band Happy The Man van Kit Watkins was wel fan van Genesis, ze speelden onder andere mee met de demo-opnamen voor het eerste soloalbum van Peter Gabriel, maar de groepsnaam is geen vernoeming van het Genesisnummer.
Seven stones, de B-kant is wel afkomstig van Nursery Cryme (dus met Collins en Hackett). Het gaat over een man die verklaart dat zijn succes voornamelijk te danken is aan toeval en kansen die hij gepakt heeft, aldus een omschrijving in Genesis archive 1967-75. Het nummer begint met een mellotron–intro.
Happy the man kwam ook terecht op een Italiaanse promosingle met op de B-kant Mama weer all crazee now van Slade.